# Cassidina extenda
Cassidina extenda är en kräftdjursart som beskrevs av Joshi och Bal 1962. Cassidina extenda ingår i släktet Cassidina och familjen klotkräftor. Inga underarter finns listade i Catalogue of Life.